# Don (ime)
Don je moško osebno ime.

## Izvor imena
Ime Don je različica moškega osebnega imena Donat.

## Pogostost imena
Po podatkih Statističnega urada Republike Slovenije je bilo na dan 31. decembra 2007 v Sloveniji število moških oseb z imenom Don: 16.

## Osebni praznik
Osebe z imenom Don lahko godujejo skupaj z Donati.